# Hlina

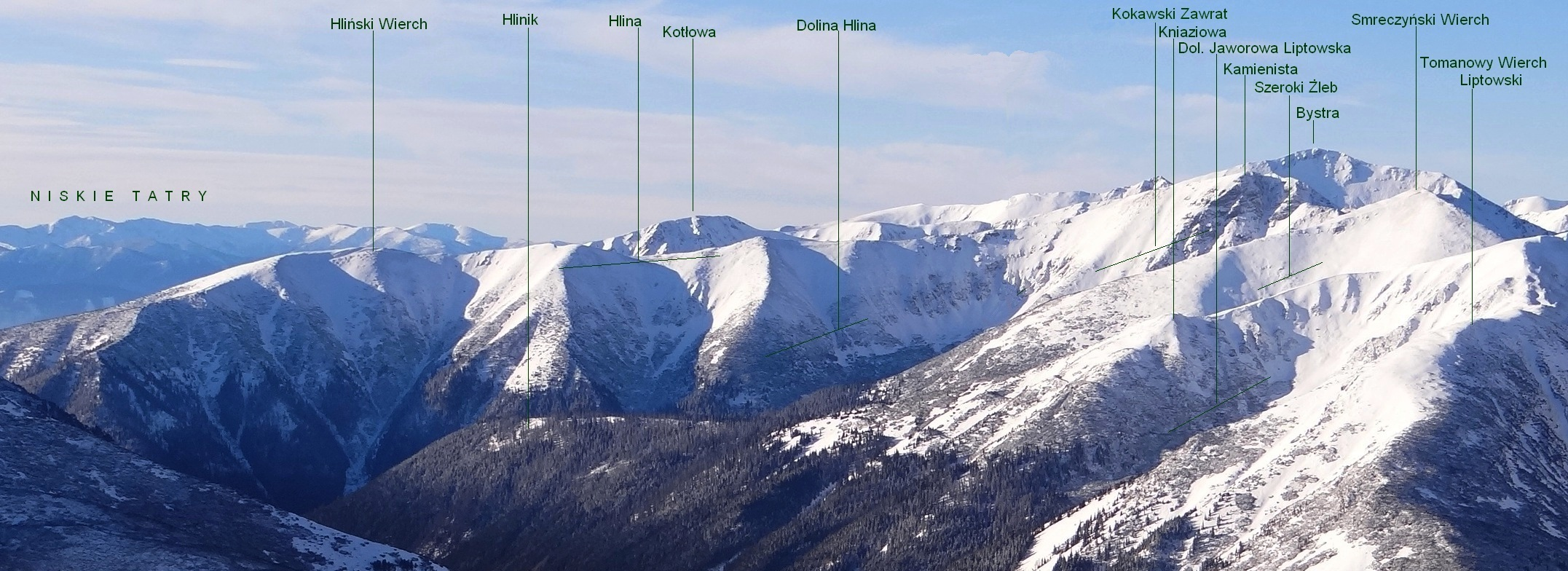
Widok z Kasprowego Wierchu

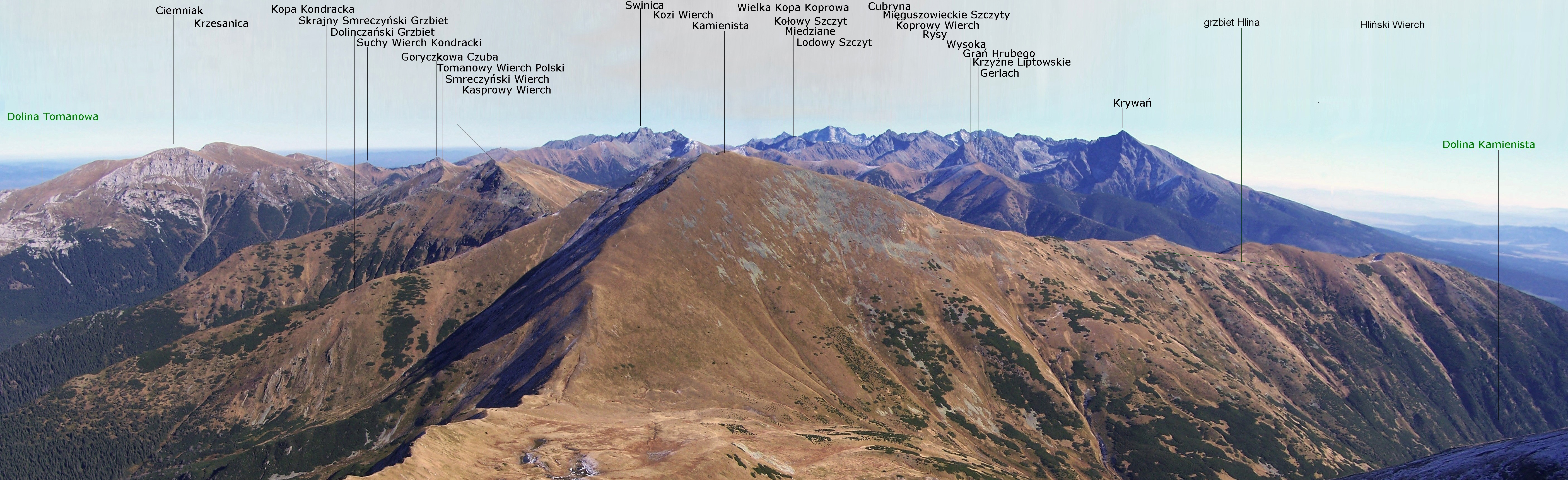
Hlina od strony Doliny Kamienistej

Hlina (słow. Grešovo) – długa, południowo-wschodnia grań Kamienistej  w słowackich Tatrach Zachodnich. Kończy się wierzchołkiem Hlińskiego Wierchu (1853 m). Oddziela Dolinę Kamienistą od doliny Hliny z jej górną odnogą – Zawratem Kokawskim. Na długości około 3 km od wierzchołka Kamienistej (2121 m) aż do Hlińskiego Wierchu Hlina biegnie w prostej linii, nie tworząc żadnych odgałęzień. Od strony Doliny Kamienistej w jej stokach brak wyraźniejszych żlebów, natomiast od strony doliny Hliny są trzy głębsze żleby. Zarówno do Doliny Kamienistej, jak i doliny Hliny zimą schodzą z grzbietu Hliny lawiny. Grzbiet Hliny i górna część jej stoków są piarżysto-trawiaste.